# Décembre 1973

## Évènements
- Le prix Nobel de la paix est attribué à l'Américain Henry Kissinger et au Nord-Vietnamien Lê Đức Thọ, qui le refuse.
- L’Iran intervient militairement à Oman pour combattre la rébellion marxiste-léniniste du Dhofar, soutenue par l’Irak. La guerre du Dhofar dure jusqu’en 1976 et se solde par la victoire des forces irano-omanaises[1].

- 1er décembre : 
  - L’Union entre la Libye et l’Égypte est réduite à la portion congrue.
  - La Papouasie-Nouvelle-Guinée obtient l'autonomie.

- 2 décembre :
  - France : congrès constitutif du Mouvement des radicaux de gauche (MRG).
  - Rallye automobile : arrivée du Tour de Corse.

- 4 décembre, France : début de l'affaire des micros du Canard enchaîné.

- 8 décembre, France : dans le cadre de ses relations diplomatiques, la Chine offre deux pandas à la France.

- 13 - 18 décembre : Henry Kissinger effectue une navette entre les pays arabes et Israël pour préparer la conférence de Genève.

- 14 décembre, France : l'Assemblée renvoie en commission le projet de loi sur l'avortement.

- 16 décembre, Copenhague : Déclaration sur l'identité européenne adoptée au Sommet européen, à 'initiative de la France, annonçant la mise en œuvre d'« une politique globale de coopération » avec les pays du bassin méditerranéen et les pays arabes du Proche Orient[2] ; déclaration à l'origine du Dialogue euro-arabe.

- 20 décembre : Luis Carrero Blanco est assassiné à Madrid par l’ETA, et remplacé à la tête du gouvernement espagnol par Carlos Arias Navarro.

- 21 décembre : conférence de Genève. Syriens et Égyptiens, soucieux d’obtenir un retrait militaire israélien, sont disposés à céder sur la question palestinienne. Un comité technique militaire, chargé du désengagement des belligérants, est mis en place.

- 23 décembre : doublement des prix du pétrole.

- 26 décembre : Long Boret est nommé Premier ministre de la République khmère.

- 27 décembre : Bora Laskin est nommé juge en chef de la Cour suprême du Canada par le premier ministre Pierre Elliott Trudeau.

- 31 décembre : Premier concert d'AC/DC[3]

## Naissances
- décembre : Dan Gertler, homme d'affaires israélien.
- 2 décembre : 
  - Monica Seles, joueuse de tennis professionnelle yougoslave puis américaine.
  - Jan Ullrich, coureur cycliste allemand.
  - Michaël Youn, chanteur, acteur, humoriste français.
- 3 décembre : 
  - Holly Marie Combs, actrice américaine.
  - Joe le plombier, influenceur américain († 27 août 2023).
- 4 décembre : Tyra Banks, mannequin et actrice américaine
- 5 décembre : 
  - Mikelangelo Loconte, chanteur, directeur artistique, compositeur, auteur et interprète italien.
  - Eric Adja, homme politique Béninois.
- 6 décembre : 
  - Salim Mokdat, footballeur algérien.
  - Níkos Khristodoulídis, homme d'État chypriote.
- 8 décembre : 
  - Corey Taylor, chanteur du groupe Slipknot
  - Jean-Philippe Janssens, humoriste français.
- 9 décembre : Stacey Abrams, femme politique américaine.
- 12 décembre : Annissa Essaibi George,  femme politique tuniso-américaine.
- 17 décembre : Rian Johnson, réalisateur et scénariste américain.
- 24 décembre : Frédéric Demontfaucon, champion du monde et médaillé olympique de judo.
- 31 décembre : Illiza Sa'aduddin Djamal, femme politique indonésienne.

## Décès
- 3 décembre : Adolfo Ruiz Cortines, président du Mexique, entre 1952 et 1958.
- 8 décembre : Şehzade Mehmed Abid, sultan ottoman (° 17 septembre 1905).
- 13 décembre : Fanny Heldy, chanteuse d'opéra belge.
- 17 décembre :
  - Amleto Cicognani, cardinal italien, secrétaire d'État (° 24 février 1883).
  - Charles Greeley Abbot, astronome américain.

- 19 décembre : Amelia Laskey, naturaliste et ornithologue amateur américaine  (° 12 décembre 1885)
- 23 décembre : Gerard Kuiper, astronome néerlandais.